# Muslimgauze
Muslimgauze, właściwie Bryn Jones (ur. 17 czerwca 1961 w Manchesterze, zm. 14 stycznia 1999 tamże) – brytyjski muzyk tworzący na gruncie muzyki etniczno-elektronicznej, inspirowanej brzmieniami Bliskiego Wschodu.
Bryn Jones rozpoczął działalność artystyczną w odpowiedzi na izraelską inwazję na Liban w 1982 roku (Wojna libańska). Pierwotnie jego projekt nosił nazwę E.g Oblique Graph.
W swojej twórczości, czerpiącej z muzyki arabskiej, Bryn Jones poruszał się po różnych gatunkach muzycznych takich jak dub, ambient czy techno. Muslimgauze bazował wyłącznie na sprzęcie analogowym, odcinał się od komputerowego tworzenia i przetwarzania muzyki.

## Dyskografia

### Wydawnictwa E.g Oblique Graph
| Tytuł                           | Data Wydania | Format | Wytwórnia                   |
| ------------------------------- | ------------ | ------ | --------------------------- |
| Extended Play                   | 1982         | kaseta | Kinematograph Tapes         |
| Piano Room                      | 1982         | kaseta | Kinematograph Tapes         |
| Triptych E.P                    | 1982         | 7", EP | Recloose Organisation       |
| Inhalt                          | 1983         | kaseta | Kinematograph Tapes         |
| Completely Oblique (kompilacja) | 2002         | 2 x LP | The Label / Vinyl-on-demand |

### Wydawnictwa Muslimgauze
| Tytuł                                                | Data Wydania | Format   | Wytwórnia             |
| ---------------------------------------------------- | ------------ | -------- | --------------------- |
| Hammer & Sickle                                      | 1983         | 7"       | Hessian               |
| Kabul                                                | 1983         | 12"      | Product Kinematograph |
| Opaques                                              | 1983         | kaseta   | Product Kinematograph |
| Buddhist On Fire                                     | 1984         | LP       | Recloose Organisation |
| Hunting Out With An Aerial Eye                       | 1984         | 12"      | Limited Editions      |
| Blinded Horses                                       | 1985         | LP       | Limited Editions      |
| Flajelata                                            | 1986         | LP       | Limited Editions      |
| Hajj                                                 | 1986         | LP       | Limited Editions      |
| Abu Nidal                                            | 1987         | LP       | Limited Editions      |
| Coup D'Etat                                          | 1987         | LP       | Permis de Construire  |
| Jazirat-Ul-Arab                                      | 1987         | LP       | Limited Editions      |
| Iran                                                 | 1988         | CD       | Staalplaat            |
| The Rape of Palestine                                | 1988         | LP       | Limited Editions      |
| Untitled (kompilacja)                                | 1988         | kaseta   | Soleilmoon Recordings |
| Uzi                                                  | 1989         | LP       | Parade Amoureuse      |
| Uzi (The Rape of Palestine) (kompilacja)             | 1989         | CD       | Parade Amoureuse      |
| Intifaxa                                             | 1990         | CD       | Extreme               |
| F:A.R. / Muslimgauze (split)                         | 1990         | kaseta   | Minus Habens          |
| Bhutto (maxi-singel)                                 | 1990         | CD       | Extreme               |
| United States of Islam                               | 1991         | CD       | Extreme               |
| Coup D'Etat / Abu Nidal (kompilacja)                 | 1992         | CD       | Soleilmoon            |
| Zul'm                                                | 1992         | CD       | Extreme               |
| Betrayal                                             | 1993         | CD       | Staalplaat            |
| Hamas Arc                                            | 1993         | CD       | Staalplaat            |
| Red Crescent Part 3                                  | 1993         | 7"       | The Way Out Sound     |
| Satyajit Eye                                         | 1993         | DAT      | Staalplaat            |
| Veiled Sisters                                       | 1993         | 2 x CD   | Soleilmoon            |
| Vote Hezbollah                                       | 1993         | CD       | Soleilmoon            |
| Al-Zulfiquar Shaheed                                 | 1994         | CD       | T.4                   |
| Blue Mosque                                          | 1994         | 2 x CD   | Staalplaat            |
| Citadel                                              | 1994         | CD       | Extreme               |
| Drugsherpa Mini-album                                | 1994         | CD       | Concrete Productions  |
| Hebron Massacre (maxi-singel)                        | 1994         | CD       | Soleilmoon            |
| Infidel                                              | 1994         | CD EP    | Extreme               |
| Nile Quartra                                         | 1994         | 7"       | Jara Discs            |
| Zealot                                               | 1994         | 2 x CD   | Staalplaat            |
| Izlamaphobia                                         | 1995         | 2 x CD   | Staalplaat            |
| Maroon                                               | 1995         | CD       | Staalplaat            |
| Nadir Of Purdah                                      | 1995         | 12"      | Jara Discs            |
| No Human Rights For Arabs In Israel                  | 1995         | 10"      | Staalplaat            |
| Salaam Alekum, Bastard                               | 1995         | CD       | Soleilmoon            |
| Silknoose                                            | 1995         | CD       | Daft Records          |
| Arab Quarter                                         | 1996         | CD       | Soleilmoon            |
| Azzazin                                              | 1996         | CD       | Staalplaat            |
| Bandit Queen E.P.                                    | 1996         | 12"      | Pi Recordings         |
| Deceiver                                             | 1996         | 2 x CD   | Staalplaat            |
| Fatah Guerrilla                                      | 1996         | 3 x CD   | Staalplaat            |
| Gun Aramaic                                          | 1996         | CD       | Soleilmoon            |
| Gun Aramaic Part 2                                   | 1996         | 3 x CD   | Soleilmoon            |
| Minaret-Speaker                                      | 1996         | 7"       | Staalplaat            |
| Occupied Territories                                 | 1996         | 2 x CD   | Staalplaat            |
| Re-Mixs                                              | 1996         | CD       | Soleilmoon            |
| Return Of Black September                            | 1996         | CD       | Staalplaat            |
| Untitled                                             | 1996         | 7"       | Syntactic             |
| Uzbekistani Bizzare And Souk                         | 1996         | DAT      | Staalplaat            |
| Zealot                                               | 1996         | 10"      | Staalplaat            |
| Beyond The Blue Mosque (kompilacja)                  | 1997         | CD       | Staalplaat            |
| City Of Djinn                                        | 1997         | CD       | Third Eye Music       |
| Farouk Enjineer                                      | 1997         | CD       | Soleilmoon            |
| Gulf Between Us (maxi-singel)                        | 1997         | CD       | Soleilmoon            |
| Jaal Ab Dullah                                       | 1997         | CD       | Soleilmoon            |
| Narcotic                                             | 1997         | CD       | Staalplaat            |
| Sandtrafikar                                         | 1997         | CD       | Staalplaat            |
| Terrorisme Islamique                                 | 1997         | 10"      | Athanor               |
| Zuriff Moussa                                        | 1997         | CD       | Staalplaat            |
| Azure Deux (kompilacja)                              | 1998         | CD       | Staalplaat            |
| Dark Thoughts                                        | 1998         | CD       | D.O.R.                |
| Fedayeen                                             | 1998         | MP3      | Staalplaat, The Label |
| In Search Of Ahmad Shah Masood                       | 1998         | Minidisc | Staalplaat            |
| Lahore & Marseille (maxi-singel)                     | 1998         | 2 x CD   | Soleilmoon            |
| Mazar-I-Sharif                                       | 1998         | CD       | Soleilmoon            |
| Melt                                                 | 1998         | MP3      | Staalplaat, The Label |
| Mort aux vaches                                      | 1998         | CD       | Mort aux vaches       |
| Mullah Said                                          | 1998         | CD       | Staalplaat            |
| Re-Mixs Vol. 3                                       | 1998         | CD       | Staalplaat            |
| Remixs Vol. 2                                        | 1998         | CD       | Soleilmoon            |
| Sonar vs. Muslimgauze (maxi-singel)                  | 1998         | CD       | Daft Records          |
| Syrinjia                                             | 1998         | LP       | Soleilmoon            |
| Tandoori Dog                                         | 1998         | 4 x LP   | Staalplaat            |
| Uzi Mahmood                                          | 1998         | 12"      | Soleilmoon            |
| Vampire Of Tehran                                    | 1998         | CD       | Staalplaat            |
| At The City Of The Dead                              | 1999         | 12"      | BSI Records           |
| Azad                                                 | 1999         | CD       | Staalplaat            |
| Bass Communion V Muslimgauze                         | 1999         | CD       | Soleilmoon            |
| Box Of Silk And Dogs                                 | 1999         | 9 x CD   | Staalplaat            |
| Deceiver                                             | 1999         | 2 x CD   | Staalplaat            |
| Fakir Sind                                           | 1999         | CD       | Soleilmoon            |
| Hand Of Fatima                                       | 1999         | CD       | Soleilmoon            |
| Hussein Mahmood Jeeb Tehar Gass                      | 1999         | CD       | Soleilmoon            |
| Iranian Female Olympic Table Tennis Team Theme       | 1999         | CD       | Staalplaat            |
| Lo-Fi India Abuse                                    | 1999         | CD       | BSI Records           |
| Muslimgauze vs Species Of Fishes                     | 1999         | CD       | Species Of Fishes     |
| Observe With Sadiq Bey                               | 1999         | CD       | Staalplaat            |
| Port Said                                            | 1999         | 12"      | Audio.nl              |
| Return To The City Of Djinn                          | 1999         | CD       | Third Eye Music       |
| Speaking With Hamas                                  | 1999         | CD       | Staalplaat            |
| Abu-Dis (kompilacja)                                 | 2000         | 2 x CD   | D.O.R                 |
| Ayatollah Dollar                                     | 2000         | CD       | Staalplaat            |
| Baghdad                                              | 2000         | CD       | Staalplaat            |
| Bass Communion V Muslimgauze EP                      | 2000         | EP       | Soleilmoon            |
| Baghdad                                              | 2000         | CD       | Staalplaat            |
| Fedayeen                                             | 2000         | CD       | Tantric Harmonies     |
| Jebel Tariq                                          | 2000         | MP3      | Staalplaat            |
| Nommos' Return                                       | 2000         | 10"      | BSI Records           |
| Sufiq                                                | 2000         | EP       | Soleilmoon            |
| The Inspirational Sounds Of Muslimgauze (kompilacja) | 2000         | CD       | Universal Egg         |
| The Unfinished Mosque                                | 2000         | 12"      | Staalplaat            |
| Untitled                                             | 2000         | CD       | Klanggalerie          |
| Year Zero                                            | 2000         | CD       | D.O.R                 |
| Your Mines In Kabul                                  | 2000         | 3 x CD   | Staalplaat            |
| Eye For An Eye                                       | 2001         | EP       | Staalplaat            |
| Kashmiri Queens                                      | 2001         | CD       | Staalplaat            |
| Melt                                                 | 2001         | 12"      | BSI Records           |
| Muslimgauze                                          | 2001         | CD       | Staalplaat            |
| Al Aqsa Intifada                                     | 2002         | CD       | Third Eye Music       |
| Chapter Of Purity (kompilacja)                       | 2002         | CD       | Tantric Harmonies     |
| Classics Selection                                   | 2002         | CD       | BSI Records           |
| Dar Es Salaam                                        | 2002         | CD       | Hidden Art            |
| El Tafkeera: Re-Mixs In Remembrance Of Muslimgauze   | 2002         | MP3      | sublevel9 studios     |
| Hamas Cinema Gaza Strip                              | 2002         | CD       | Staalplaat            |
| Hummus                                               | 2002         | CD       | Soleilmoon            |
| Sarin Israel Nes Ziona                               | 2002         | CD       | Staalplaat            |
| Uzbekistani Bizzare And Souk                         | 2002         | CD       | Important Records     |
| Veiled Sisters Remix                                 | 2002         | CD       | Soleilmoon            |
| Alms For Iraq                                        | 2003         | CD       | Soleilmoon            |
| Arabbox                                              | 2003         | CD       | Soleilmoon            |
| Dome Of The Rock                                     | 2003         | CD       | Ant-Zen               |
| From The Edge: Remixes Vol. 1                        | 2003         | 12"      | Chlorophyl Recordings |
| Iranair Inflight Magazine                            | 2003         | CD       | Staalplaat            |
| Jebel Tariq                                          | 2003         | CD       | Staalplaat            |
| Red Madrassa                                         | 2003         | CD       | Staalplaat            |
| From The Edge                                        | 2004         | CD       | Chlorophyl Recordings |
| Lahore & Marseille                                   | 2004         | CD       | Tantric Harmonies     |
| Syrinjia                                             | 2004         | 2 x CD   | Soleilmoon            |
| Vote Hezbollah                                       | 2004         | CD       | Nexsound              |
| No Human Rights For Arabs In Israel (The Remix)      | 2005         | CD       | Staalplaat            |
| BCVSMGCD                                             | 2006         | CD       | Staalplaat            |
| Hafaz Al Assad                                       | 2006         | CD       | Staalplaat            |
| Ingaza                                               | 2006         | CD       | Staalplaat            |
| Speaker Of Turkish                                   | 2006         | CD       | Staalplaat            |
| Nadir Of Purdah (kompilacja)                         | 2006         | CD       | Tantric Harmonies     |